# Ligne 4 du métro de Nankin
 (décembre 2021).
Si vous disposez d'ouvrages ou d'articles de référence ou si vous connaissez des sites web de qualité traitant du thème abordé ici, merci de compléter l'article en donnant les références utiles à sa vérifiabilité et en les liant à la section « Notes et références ».
La ligne 4 du métro de Nankin  (chinois traditionnel : 南京地鐵四號線 ; chinois simplifié : 南京地铁四号线) est la septième ligne du métro de Nankin. C'est une ligne est-ouest qui relie le district de Qixia avec le district de Pukou à l'ouest, elle est inaugurée le 18 janvier 2017. De Longjiang à Lac Xianlin, la ligne comporte 18 stations et 33,75 km en longueur.

## Histoire
| Section   | Section     | Date d'ouverture | Longueur km | Stations |
| --------- | ----------- | ---------------- | ----------- | -------- |
| Longjiang | Lac Xianlin | 18 janvier 2017  | 33.75       | 18       |

## Caractéristiques

### Liste des stations
| Services                                       | Nom de Station                | Nom de Station | Nom de Station                                                                                       | Connexions                         | Positionne à |
| Services                                       | Français                      | Chinois        | Anglais                                                                                              | Connexions                         | Positionne à |
| ---------------------------------------------- | ----------------------------- | -------------- | --- | ---------------------------------- | ------------ |
| Phase 2 du prolongement Nord (en projet)       |                               |                | |                                    |              |
| 4-1                                            | Gare de Nankin-Nord           | 南京北站       | Nanjing North Railway Station                                                                        | Ligne3・Ligne15・Ligne18・Ligne S4 |              |
| 4-2                                            | Parc Sauvage                  | 野生動物園     | Wildlife Park                                                                                        |                                    |              |
| Phase 1 du prolongement Nord (en construction) |                               |                | |                                    |              |
| 4-3                                            | Zhenzhuquan                   | 珍珠泉         | Zhenzhuquan                                                                                          |                                    |              |
| 4-4                                            | Lac Foshou                    | 佛手湖         | Foshou Lake                                                                                          |                                    |              |
| 4-5                                            | Temple Shifo                  | 石佛寺         | Shifo Temple                                                                                         |                                    |              |
| 4-6                                            | Pujiang                       | 浦江           | Pujiang                                                                                              |                                    |              |
| 4-7                                            | Quartier Central des Affaires | 中央商務區     | Central Business District                                                                            | Ligne11・Ligne13                   |              |
| 4-8                                            | Binjiang                      | 濱江           | Binjiang                                                                                             | Ligne13・Ligne15                   |              |
| 4-9                                            | Jiangxinzhou Nord             | 江心洲北       | Jiangxinzhou North                                                                                   |                                    |              |
| Voie mère (en service)                         |                               |                | |                                    |              |
| 4-10                                           | Longjiang                     | 龍江           | Longjiang                                                                                            | Ligne9                             |              |
| 4-11                                           | Caochangmen                   | 草場門         | NAU – JSSNU – Caochangmen (Nanjing Arts University - Jiangsu Second Normal University - Caochangmen) | Ligne7                             |              |
| 4-12                                           | Rue Yunnan                    | 雲南路         | Yunnanlu (Yunnan Road)                                                                               | Ligne5                             |              |
| 4-13                                           | Gulou                         | 鼓樓           | Gulou                                                                                                | Ligne1                             |              |
| 4-14                                           | Temple Jiming                 | 雞鳴寺         | Jimingsi (Jiming Temple)                                                                             | Ligne3                             |              |
| 4-15                                           | Montagne Jiuhua               | 九華山         | Jiuhuashan (Jiuhua Mountain)                                                                         |                                    |              |
| 4-16                                           | Gangzicun                     | 崗子村         | Gangzicun                                                                                            | Ligne6                             |              |
| 4-17                                           | Temple Jiangwang              | 蔣王廟         | Jiangwangmiao                                                                                        |                                    |              |
| 4-18                                           | Wangjiawan                    | 王家灣         | Wangjiawan                                                                                           |                                    |              |
| 4-19                                           | Montagne Jubao                | 聚寶山         | Jubaoshan (Jubao Mountain)                                                                           | Ligne14                            |              |
| 4-20                                           | Xuzhuang                      | 徐莊           | Suning HQ – Xuzhuang (Suning Headquarters – Xuzhuang)                                                |                                    |              |
| 4-21                                           | Rue Jinma                     | 金馬路         | Jinmalu (Jinma Road)                                                                                 | Ligne2                             |              |
| 4-22                                           | Rue Huitong                   | 匯通路         | Huitonglu (Huitong Road)                                                                             |                                    |              |
| 4-23                                           | Lingshan                      | 靈山           | Lingshan                                                                                             | Ligne8                             |              |
| 4-24                                           | Dongliu                       | 東流           | Dongliu                                                                                              | Ligne S3                           |              |
| 4-25                                           | Mengbei                       | 孟北           | Mengbei                                                                                              |                                    |              |
| 4-26                                           | Xiganghuashu                  | 西崗樺墅       | Xiganghuashu                                                                                         |                                    |              |
| 4-27                                           | Lac Xianlin                   | 仙林湖         | Xianlinhu (Xianlin Lake)                                                                             | Ligne 2・Ligne S5                  |              |
| Phase 2 du prolongement Est (en projet)        |                               |                | |                                    |              |
| 2-28                                           | Baixiang                      | 白象           | Baixiang                                                                                             |                                    |              |
| 2-29                                           | Montagne Guanyao              | 官窯山         | Guanyaoshan                                                                                          |                                    |              |
| 2-30                                           | Huanlegu                      | 歡樂谷         | Huanlegu                                                                                             |                                    |              |
| 2-31                                           | Huaqiaocheng Est              | 華僑城東       | Huaqiaocheng East                                                                                    |                                    |              |